# Мария Каварджикова
Мария Георгиева Каварджикова е българска актриса.

## Биография
Родена е на 2 ноември 1956 г. в град Крумовград. През 1978 г. завършва ВИТИЗ „Кръстьо Сарафов“ в класа на проф. Надежда Сейкова.
От 1978 до 1986 г. е актриса в Драматичен театър „Боян Дановски“, Перник. От 1986 до 1990 г. е в Сълза и смях. От 1991 г. работи в Народен театър „Иван Вазов“. Играе и в постановки на Театър 199.
Сред най-значимите ѝ роли са: Естър Франц в „Цената“ от Артър Милър, Васа във „Васа Железнова 1910“ от Максим Горки, Елмира в „Тартюф“ от Молиер, Алис Мор в „Човек за всички времена“ от Робърт Болт, Констънс Тъкърмън в „Есенна градина“ от Лилиан Хелман, Аркадина в „Чайка“ от Чехов, Василиса Карповна в „На дъното“ по Максим Горки и др. Изиграла е над 50 роли в театъра и още толкова в киното. Текстът за моноспектакъла „Флобер“ е написан от Елин Рахнев специално за нея. Два пъти я отличават с театралната награда „Аскеер“ – за изпълненията ѝ в „Спускане от връх Морган“ и „Бившата мис на малкия град“.
Десетки са ролите ѝ и в киното. Знаков за нея филм е „Оркестър без име“ (1982), следват „Лавина“ (1982), „Куче в чекмедже“, сериала „Дом за нашите деца“ (1987), „Версенжеторикс“ (1999), „Една калория нежност“ (2003), „Госпожа Динозавър“ (2003). „Ако някой те обича“ (2010).
Има награда за главна женска роля на Съюза на артистите в България за ролята на Василиса Карповна в „На дъното“ от Максим Горки; „Аскеер“ за главна женска роля през 1996 г. в „Спускане от връх Морган“ от Артър Милър в „Театър 199“; „Аскеер“ за главна женска роля през 1998 г. в „Бившата мис на малкия град“ от Мартин Макдона.
На Стената на славата пред Театър 199 има пано с нейните отпечатъци.
През 2002 г. участва в дублажа на анимационния филм „Лило и Стич“ в студио „Александра Аудио“, където озвучава Великата съветничка. Това е единствената й изява в дублажа.

## Награди и отличия
- Награда за „главна женска роля“ на САБ за ролята на (Василиса Карповна) в постановката „На дъното“ от Максим Горки (1998).
- Награда за женска роля на (Василиса Карповна) в пиесата „На дъното“ на театралните празници в (Благоевград, 1998 – 1999).
- Аскеер за „водеща женска роля“ в пиесата „Спускане от връх Морган“ от Артър Милър в (Театър 199, 1997).
- Аскеер за „водеща женска роля“ в пиесата „Бившата мис на малкия град“ от Мартин Макдона (1998).
- „Златен век“ – печат на Симеон Велики (2014) [1]

## Театрални роли
- „Идеалният мъж“ (Оскар Уайлд)
- „Мата Хари“
- „Опера за пет пари“
- „Рейс“
- „Цената“ (Артър Милър) – Естър Франц
- „Човек за всички времена“ (Робърт Болт) – Алис Мор
- „На дъното“ (Максим Горки) – Василиса Карповна
- „Чайка“ (Антон Чехов) – Аркадина
- „Есенна градина“ (Лилиан Хелман) – Констънс Тъкърман
- „Тартюф“ (Молиер) – Елмира
- „Васа Железнова 1910“ (Максим Горки) – Васа Железнова
- „Спускане от връх Морган“ (Артър Милър)
- „Бившата мис на малкия град“ (Мартин Макдона) – Морийн
- „Декамерон или Кръв и страст по Бокачо“ – Лаура
- „Дядо Коледа е боклук“ (Жозиан Баласко) – Терез
- „Жените на Джейк“ (Нийл Саймън) – Маги
- „Макбет“ (Уилям Шекспир) – Лейди Макбет
- „Почивен ден“ (Камен Донев) – Стефка
- „Крал Лир“ (Уилям Шекспир) – Гонерила
- „Юн Габриел Боркман“ (Хенрик Ибсен) – Ела Рентхайм
- „Бетовен 21“ (Константин Илиев) – Мария Седларова
- „Идеалният мъж“ (Оскар Уайлд) – Мисис Чивли
- „Балът на крадците“ (Жан Ануи) – лейди Хърф[2]

## Телевизионен театър
- „Вишнева градина“ (2010) (Антон Павлович Чехов)
- „Обратно към небето“ (1989) (от Цветана Нинова по мотиви от романа „Южна поща“ на Антоан дьо Сент Екзюпери, реж. Павел Павлов) – Женевиев
- „Милионерът“ (1988) (от Йордан Йовков, реж. Павел Павлов)
- „Морската болест“ (1987) (Ст. Л. Костов) - Надя Василкова
- „В полите на Витоша“ (1987) (Пейо Яворов)
- „Свекърва“ (1986) (от Антон Страшимиров, тв адаптация и режисура Павел Павлов)
- „Буря в тихо време“ (1981) (Кирил Василев)
- „Болшевики“ (1980) (Михаил Шатров), 2 части – Фани Каплан
- „История на отживялото живуркане“ (1979) (Михаил Салтиков-Щедрин и Сергей Михалков), 2 части – Файнушка, държанка на Парамонов

## Филмография
| Година      | Филми и Сериали                                                                                               | Серии  | Копродукции                                            | Роля                                                  |
| ----------- | --- | ------ | ------------------------------------------------------ | ----------------------------------------------------- |
| 2025        | Те, вълните                                                                                                   |        |                                                        | София                                                 |
| 2023        | Игра на доверие                                                                                               |        |                                                        | Радка                                                 |
| 2017        | Охлюви |        |                                                        | Силва                                                 |
| 2017        | 12 A |        |                                                        | майката на Лина                                       |
| 2016 – 2019 | Откраднат живот                                                                                               | 437    |                                                        | Евгения Генадиева                                     |
| 2013        | Дървото на живота                                                                                             | 24     |                                                        | Петруна Вълчева                                       |
| 2010        | Ако някой те обича                                                                                            |        |                                                        | Вера                                                  |
| 2005        | Последният господар на Балканите (Le Dernier seigneur des Balkans) Последният бей на Балканите – (2 заглавие) | 6      | Франция / Гърция / Полша / Испания / Белгия / България | Салиха Ханъм (в 4 серии)                              |
| 2005        | Откраднати очи                                                                                                |        | България / Турция                                      | Валя „Космонавтката“                                  |
| 2004        | Бягството на невинните (La fuga degli innocenti)                                                              |        |                                                        | г-жа Шмиц                                             |
| 2003 – 2013 | По съвест (Un caso di coscienza) Подозрения – (2 заглавие)                                                    | 30     | Италия / България                                      |                                                       |
| 2003        | Едно дете в повече                                                                                            | 7      |                                                        | майката на Калина                                     |
| 2003        | Една калория нежност                                                                                          | 2 ч.   |                                                        | Надежда                                               |
| 2002        | Лист отбрулен                                                                                                 |        |                                                        | майката на Веса                                       |
| 2002        | Госпожа Динозавър                                                                                             |        |                                                        | г-жа Динозавър                                        |
| 2002        | ...и влакът тръгна към небето („Kai to treno paei ston ourano“)                                               |        | Кипър / Гърция / България / Грузия                     |                                                       |
| 2001        | Версенжеторикс (Vercingétorix) Друиди – (2 заглавие)                                                          |        | Франция / Канада / Белгия                              | Риа, кръвната сестра, галка                           |
| 2000        | Хайка за вълци                                                                                                | 6      |                                                        | г-жа Сърмашкова, приятелка на Деветаков               |
| 2000        | Краят на ХХ век                                                                                               |        |                                                        | царицата                                              |
| 1999        | Сламено сираче                                                                                                | 5      |                                                        | Мамет, бабата                                         |
| 1999        | Сомбреро блус                                                                                                 |        |                                                        | кръчмарката                                           |
| 1996        | Всичко от нула                                                                                                |        |                                                        | жената                                                |
| ?           | Непознатата                                                                                                   |        |                                                        | непознатата                                           |
| 1995        | Езерното момче (тв)                                                                                           |        |                                                        | Радева, майката                                       |
| 1993        | Жребият | 7      |                                                        | Анастасия Карасулиева                                 |
| 1990        | Музикален момент                                                                                              |        |                                                        | Райна                                                 |
| 1990        | Бащи и синове                                                                                                 | 6      |                                                        | Ана Апостолова, дъщеря на Христо и Невена             |
| 1989        | Разводи, разводи...                                                                                           | 6 нов. |                                                        | Мария (в 3-та новела „Свидетелите“)                   |
| 1987        | Неизчезващите                                                                                                 | 5      |                                                        | Ана Апостолова                                        |
| 1988        | Вечери в Антимовския хан                                                                                      | 2      |                                                        | цирковата артистка Елиза Шмидт                        |
| 1988        | Милионерът |        |                                                        |                                                       |
| 1987        | Време за път                                                                                                  | 5      |                                                        | д-р Ана Алданова-Апостолова                           |
| 1987        | Дом за нашите деца                                                                                            | 5      |                                                        | д-р Ана Алданова-Апостолова                           |
| 1987        | Нощна тарифа                                                                                                  |        |                                                        | съпругата                                             |
| 1987        | Ева на третия етаж                                                                                            |        |                                                        | д-р Ганчева                                           |
| 1987        | Петък вечер                                                                                                   |        |                                                        | Яна                                                   |
| 1987        | В полите на Витоша                                                                                            |        |                                                        |                                                       |
| 1986        | Васко да Гама от село Рупча                                                                                   | 6      |                                                        | Донка, майката на Васко                               |
| 1986        | Място под слънцето                                                                                            |        |                                                        | Никула                                                |
| 1986        | Делници и празници                                                                                            | 5 нов. |                                                        | проститутката Вера (във 3-та: „Раздяла“)              |
| 1985        | Константин Философ                                                                                            | 2      |                                                        | жената на Варда                                       |
| 1985        | Скакалци |        |                                                        | г-жа Руса                                             |
| 1985        | Не се сърди, човече                                                                                           |        |                                                        | директорката                                          |
| 1984        | Подарък в полунощ                                                                                             | 2      |                                                        | цирковата артистка Наташа Богданова, сестра на Христо |
| 1984        | В името на народа                                                                                             | 8      |                                                        | дъщерята на ген. Костов                               |
| 1984        | Не знам, не чух, не видях                                                                                     |        |                                                        | Гергана Гергова                                       |
| 1983        | Д-р Петър Берон                                                                                               | 2      |                                                        | Елена / Петранка, дъщерята                            |
| 1983        | Константин Философ                                                                                            | 6      |                                                        | жената на Варда (в 4 серии: 1, 2,3,4)                 |
| 1982        | Смъртта на заека                                                                                              |        |                                                        |                                                       |
| 1982        | Куче в чекмедже                                                                                               |        |                                                        | Нина, жената на шефа                                  |
| 1982        | Лавина |        |                                                        | жената на Найден                                      |
| 1982        | Оркестър без име                                                                                              |        |                                                        | Ваня Р. Георгиева                                     |
| 1981        | Приятели за вечеря                                                                                            |        |                                                        | Нели, сестрата на Пепи и приятелката на Андрей        |
| 1981        | Свекърва |        |                                                        |                                                       |
| 1980        | Зима |        |                                                        | Василена                                              |
| 1980        | Василена |        |                                                        | Василена                                              |
| 1980        | Въздушният човек                                                                                              |        |                                                        | Марето                                                |
| 1980        | Юмруци в пръстта                                                                                              |        |                                                        | Жана                                                  |

## Дублаж
- „Лило и Стич“ (2002) – Великата съветничка